# Arzier-Le Muids
Arzier-Le Muids (hasta 2014 Arzier) es una comuna suiza del cantón de Vaud, situada en el distrito de Nyon. Limita al norte con las comunas de Bois-d'Amont (FR-39) y Le Chenit, al este con Bassins, al sur con Vich, Genolier y Givrins, y al oeste con Saint-Cergue y Les Rousses (FR-39}.
La comuna hizo parte hasta el 31 de diciembre de 2007 del círculo de Begnins.

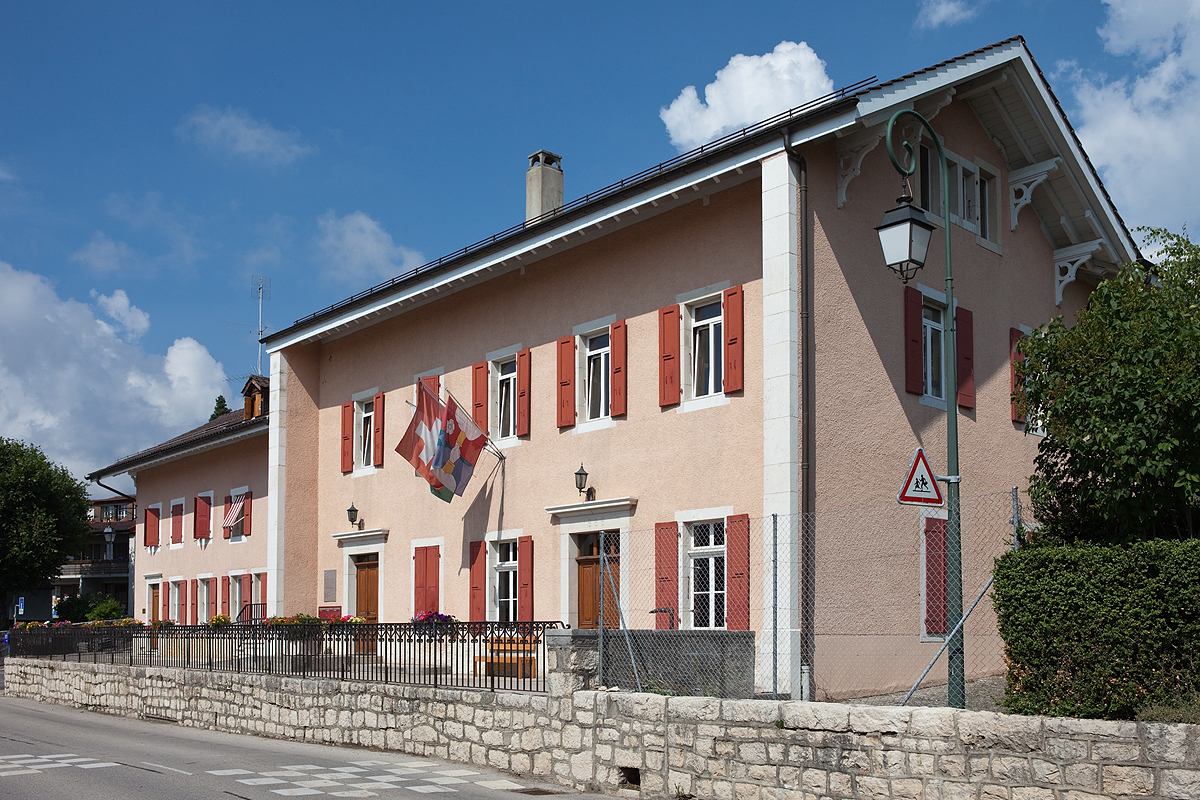
Administración comunal de Arzier-Le Muids.